# Kinderklinik Augsburg
Die Kinderklinik Augsburg | Mutter-Kind-Zentrum Schwaben ist ein ursprünglich eigenständiges Krankenhaus für Kinderheilkunde im Augsburger Stadtteil Kriegshaber, das seit dem Jahr 2000 dem Universitätsklinikum Augsburg angeschlossen ist.

## Geschichte

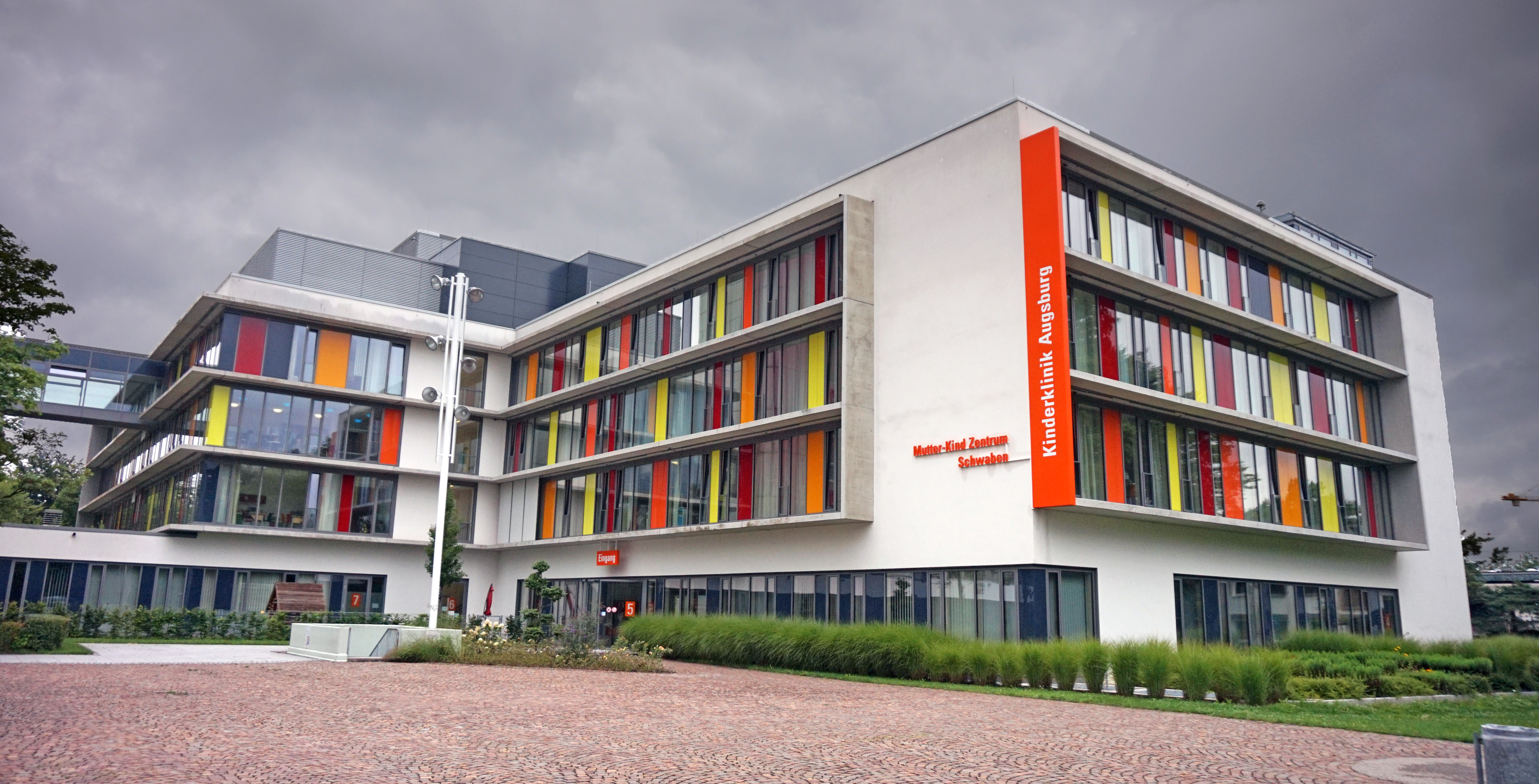
Kinderklinik Augsburg

Eine erste eigenständige Kinderklinik in Augsburg wurde 1922 als „Städtische Kinderheilanstalt mit Säuglingsheim“ in dem leerstehenden Gebäude des ein Jahr vorher aufgelösten Distriktkrankenhauses im Stadtteil Oberhausen eingerichtet. Da nach einigen Jahrzehnten ein Neubau unumgänglich war, fasste der Stadtrat im Jahr 1958 einen Beschluss, nach dem als erster Bauabschnitt des neuen Zentralklinikums eine eigenständige Kinderklinik errichtet werden sollte. Am 30. November 1959 erfolgte die Grundsteinlegung, am 22. Dezember 1965 die Inbetriebnahme des neuen Gebäudes im Stadtteil Kriegshaber.
Zum 1. Januar 1971 wurde die Kinderklinik in die Trägerschaft des Krankenhauszweckverbandes Augsburg übernommen. Zum 1. Januar 2000 erfolgte der Anschluss des bis dahin eigenständigen Krankenhauses an das benachbarte Klinikum Augsburg. Am 12. April 2011 erfolgte der Spatenstich für den Bau der neuen Kinderklinik Augsburg mit dem „Mutter-Kind-Zentrum Schwaben“, eine Sanierung des alten Gebäudes wurde zwar erwogen, erwies sich aber als nur schwer durchführbar. Durch den Neubau sollten vor allem die Wege zwischen den geburtshilflichen und den neonatologischen Abteilungen verkürzt werden.

## Kennzahlen
Die Kinderklinik verfügt über 140 Patientenbetten auf fünf Stationen, die jeweils einer der zwei Kliniken zugeordnet sind:
- Klinik für Kinder- und Jugendmedizin (Kinderendokrinologie, Kinderdiabetologie, Kinderonkologie, Kinderhämatologie, Kinderneurologie, Kindergastroenterologie, Kinderrheumatologie, Kinderschmerztherapie, Kinderimmunologie, Kinderkardiologie, Kinderpulmologie, Kinderallergologie, Kindernephrologie und Entwicklungsneurologie)
- Kinderchirurgische Klinik (Kinderchirurgie und Kinderurologie)

Die zuvor bestehende Unterteilung der Kinder- und Jugendmedizin in I. und II. Kinderklinik endete am 30. Juni 2021.
Zusätzlich sind 14 Tagesklinik-Betten (10 interdisziplinär und 4 Kinderonkologie) vorhanden. Obwohl die Patientenzahlen in der Kinderklinik beständig ansteigen, stehen somit deutlich weniger Betten als in der alten Kinderklinik zur Verfügung.
Daneben bestehen eine Abteilung für Kinderradiologie und besondere Zentren wie das „Bayerische Kinderschmerzzentrum“, das „Kinderkrebszentrum Augsburg-Schwaben“ sowie das „Kinderkrebsforschungszentrum“. Das schon im Namen angeführte „Mutter-Kind-Zentrum Schwaben“ wurde mit der Eröffnung des neuen Klinikgebäudes endgültig eingerichtet.